# Championnat du monde junior de hockey sur glace 2022
 (janvier 2023).
Les normes d'accessibilité du Web doivent être respectées sur les articles liés au hockey sur glace.
Les articles possédant ce bandeau sont listés dans la catégorie:Article hockey sur glace non accessible.
Les points d'amélioration suivants sont les cas les plus fréquents :
- Tableaux de données : utiliser les modèles préformatés déjà disponibles ou consulter l'aide ;
- Listes à puces : les listes à puces sont créées grâces aux astérisques. Il ne doit pas y avoir de ligne vide entre deux astérisques ;
- Langue : tout changement de langue doit être signalé grâce au modèle {{langue}} ou au paramètrelangue=quand le modèle {{Lien web}} est utilisé dans les références ;
- Alternative textuelle : toute image doit être accompagnée d'une description sommaire (à ne pas confondre avec la légende).

Voir aussi Wikipédia:Atelier accessibilité/Bonnes pratiques.
Nota : ce bandeau ne concerne pas les problèmes d'accessibilité dus aux modèles utilisés.
Navigation
Canada 2021 Canada 2023
Le Championnat du monde junior de hockey sur glace 2022 est la 46e édition de cette compétition de hockey sur glace junior organisée par la Fédération internationale de hockey sur glace (IIHF). 
Le tournoi de la Division Élite, regroupant les meilleures nations, a lieu à Edmonton et Red Deer au Canada initialement du 26 décembre 2021 au 5 janvier 2022. Les cinq divisions inférieures devaient être disputées indépendamment du groupe Élite.
Les compétitions sont fortement impactées par la pandémie de Covid-19 : 
- Le 24 décembre, l'IIHF annonce l'annulation des tournois des divisions inférieures IIB et III[1].
- Le 29 décembre, elle prend la décision d’annuler la compétition de la Division élite, débutée depuis 2 jours, en raison de cas de Covid-19 dans plusieurs équipes[2] : trois matchs sont gagnés par forfait en raison de quarantaines imposées dans des équipes dont un ou plusieurs joueurs ont été testés positifs (Tchéquie, États-Unis et Russie), avant que la compétition soit annulée.
- En mars 2022, l'IIHF annonce le report de la compétition élite en août 2022 avec la reprise du tournoi depuis le début. Elle annonce qu'il n'y aura pas de relégation pour cette année et qu'elle conserve le même groupe de joueurs sélectionnables (née en 2002 ou avant) [3],[4].

## Format de la compétition
Le Championnat du monde junior de hockey sur glace est un ensemble de plusieurs tournois regroupant les nations en fonction de leur niveau. Les meilleures équipes disputent le titre dans la Division Élite.
Les 10 équipes de la Division Élite sont scindées en deux poules de 5 où elles disputent un tour préliminaire. Les 4 meilleures sont qualifiées pour les quarts de finale. Les derniers de chaque poule s'affrontent dans un tour de relégation, au meilleur des 3 matches. Le perdant est relégué en Division IA.
Pour les autres divisions qui comptent 6 équipes (sauf la Division III qui en compte 8), les équipes s’affrontent entre elles et, à l'issue de cette compétition, le premier est promu dans la division supérieure et le dernier est relégué dans la division inférieure.
Lors des phases de poule, les points sont attribués ainsi :
- victoire : 3 points ;
- victoire en prolongation ou aux tirs de fusillade : 2 points ;
- défaite en prolongation ou aux tirs de fusillade : 1 point ;
- défaite : 0 point.

## Division Élite

### Lieu de la compétition
| \| Edmonton \| Localisation d'Edmonton dans la province de l'Alberta au Canada. |
| Edmonton                                                                        |

| Rogers Place      |
|                   |
| Capacité : 18 347 |

### Officiels
24 officiels ont été désignés pour cette compétition.
| Arbitres |
| --- |
| - Adam Bloski - Riku Brander - Sean Fernandez - Stephen Hiff - Robert Hennessey - Christoffer Holm - Sirko Hunnius - Adam Kika - Joonas Kova - Kyle Kowalski |

| Juges de ligne |
| --- |
| - Nick Briganti - Eric Cattaneo - Andreas Hofer - Cody Huseby - Niko Jusi - Brett Mackey - Shawn Oliver - John Rey - Josef Špůr |

### Équipes participantes
Les 4 premiers de chaque groupe sont qualifiés pour les quarts de finale tandis que les derniers de chaque groupe jouent un tour de relégation dont le perdant descend en division IA.
| Groupe A      | Groupe B       |
| ------------- | -------------- |
| Canada (2)    | États-Unis (1) |
| Finlande (3)  | Suède (5)      |
| Tchéquie (7)  | Allemagne (6)  |
| Slovaquie (8) | Suisse (9)     |
| Lettonie      | Autriche (10)  |

### Tour préliminaire

#### Groupe A

##### Classement
| Clt   | Équipe    | PJ | V | VP | D | DP | BP | BC | Diff | Pts |
| ----- | --------- | -- | - | -- | - | -- | -- | -- | ---- | --- |
| +001, | Canada H  | 4  | 4 | 0  | 0 | 0  | 27 | 7  | +20  | 12  |
| +002, | Finlande  | 4  | 2 | 1  | 0 | 1  | 22 | 13 | +9   | 8   |
| +003, | Lettonie  | 4  | 1 | 0  | 1 | 2  | 10 | 16 | -6   | 4   |
| +004, | Tchéquie  | 4  | 1 | 0  | 1 | 2  | 11 | 18 | -7   | 4   |
| +005, | Slovaquie | 4  | 0 | 1  | 0 | 3  | 11 | 27 | -16  | 2   |

- qualifié pour les quarts de finale

##### Matchs
| 9 aout 2022 | Tchéquie | 5-4 (0-2, 3-0, 2-2) | Slovaquie | Rogers Place, Edmonton 430 spectateurs |

| Feuille de match | Feuille de match | Feuille de match                    | Feuille de match | Feuille de match |
| ---------------- | ---------------- | ----------------------------------- | ---------------- | ---------------- |
|                  |                  | 0-1 0-2 1-2 2-2 3-2 4-2 4-3 4-4 5-4 |                  |                  |
|                  |                  |                                     |                  |                  |
| 10 min           | Pénalités        | 8 min                               |                  |                  |
| 52               | Tirs             | 29                                  |                  |                  |

| 9 aout 2022 | Lettonie | 1-6 (0-2, 0-2, 1-2) | Finlande | Rogers Place, Edmonton 376 spectateurs |

| Feuille de match | Feuille de match | Feuille de match            | Feuille de match | Feuille de match |
| ---------------- | ---------------- | --------------------------- | ---------------- | ---------------- |
|                  |                  | 0-1 0-2 0-3 0-4 1-4 1-5 1-6 |                  |                  |
|                  |                  |                             |                  |                  |
| 4 min            | Pénalités        | 6 min                       |                  |                  |
| 20               | Tirs             | 39                          |                  |                  |

| 10 aout 2022 | Lettonie | 2-5 (1-1, 0-3, 1-1) | Canada | Rogers Place, Edmonton 2 779 spectateurs |

| Feuille de match | Feuille de match | Feuille de match            | Feuille de match | Feuille de match |
| ---------------- | ---------------- | --------------------------- | ---------------- | ---------------- |
|                  |                  | 0-1 1-1 1-2 1-3 1-4 2-4 2-5 |                  |                  |
|                  |                  |                             |                  |                  |
| 8 min            | Pénalités        | 10 min                      |                  |                  |
| 24               | Tirs             | 44                          |                  |                  |

| 11 aout 2022 | Finlande | 4-3 (TB) (0-2, 1-0, 1-1, 0-0, 1-0) | Tchéquie | Rogers Place, Edmonton 530 spectateurs |

| Feuille de match | Feuille de match | Feuille de match            | Feuille de match | Feuille de match |
| ---------------- | ---------------- | --------------------------- | ---------------- | ---------------- |
|                  |                  | 0-1 0-2 1-2 2-2 3-2 3-3 4-3 |                  |                  |
|                  |                  |                             |                  |                  |
| 4 min            | Pénalités        | 8 min                       |                  |                  |
| 32               | Tirs             | 26                          |                  |                  |

| 11 aout 2022 | Slovaquie | 1-11 (0-4, 1-4, 0-3) | Canada | Rogers Place, Edmonton 3 216 spectateurs |

| Feuille de match | Feuille de match | Feuille de match                                  | Feuille de match | Feuille de match |
| ---------------- | ---------------- | ------------------------------------------------- | ---------------- | ---------------- |
|                  |                  | 0-1 0-2 0-3 0-4 0-5 0-6 1-6 1-7 1-8 1-9 1-10 1-11 |                  |                  |
|                  |                  |                                                   |                  |                  |
| 8 min            | Pénalités        | 6 min                                             |                  |                  |
| 23               | Tirs             | 44                                                |                  |                  |

| 12 aout 2022 | Slovaquie | 3-2 (TB) (1-1, 1-1, 0-0, 0-0, 1-0) | Lettonie | Rogers Place, Edmonton 489 spectateurs |

| Feuille de match | Feuille de match | Feuille de match    | Feuille de match | Feuille de match |
| ---------------- | ---------------- | ------------------- | ---------------- | ---------------- |
|                  |                  | 0-1 1-1 2-1 2-2 3-2 |                  |                  |
|                  |                  |                     |                  |                  |
| 6 min            | Pénalités        | 6 min               |                  |                  |
| 42               | Tirs             | 25                  |                  |                  |

| 13 aout 2022 | Canada | 5-1 (2-1, 2-0, 1-0) | Tchéquie | Rogers Place, Edmonton 5 135 spectateurs |

| Feuille de match | Feuille de match | Feuille de match        | Feuille de match | Feuille de match |
| ---------------- | ---------------- | ----------------------- | ---------------- | ---------------- |
|                  |                  | 0-1 1-1 2-1 3-1 4-1 5-1 |                  |                  |
|                  |                  |                         |                  |                  |
| 4 min            | Pénalités        | 27 min                  |                  |                  |
| 57               | Tirs             | 23                      |                  |                  |

| 14 aout 2022 | Finlande | 9-3 (2-1, 4-1, 3-1) | Slovaquie | Rogers Place, Edmonton 659 spectateurs |

| Feuille de match | Feuille de match | Feuille de match                                | Feuille de match | Feuille de match |
| ---------------- | ---------------- | ----------------------------------------------- | ---------------- | ---------------- |
|                  |                  | 1-0 1-1 2-1 3-1 3-2 4-2 5-2 6-2 7-2 7-3 8-3 9-3 |                  |                  |
|                  |                  |                                                 |                  |                  |
| 4 min            | Pénalités        | 37 min                                          |                  |                  |
| 48               | Tirs             | 16                                              |                  |                  |

| 14 aout 2022 | Tchéquie | 2-5 (1-2, 1-2, 0-1) | Lettonie | Rogers Place, Edmonton 493 spectateurs |

| Feuille de match | Feuille de match | Feuille de match            | Feuille de match | Feuille de match |
| ---------------- | ---------------- | --------------------------- | ---------------- | ---------------- |
|                  |                  | 0-1 0-2 1-2 2-2 2-3 2-4 2-5 |                  |                  |
|                  |                  |                             |                  |                  |
| 6 min            | Pénalités        | 6 min                       |                  |                  |
| 35               | Tirs             | 17                          |                  |                  |

| 15 aout 2022 | Canada | 6-3 (3-1, 2-0, 1-2) | Finlande | Rogers Place, Edmonton 5 204 spectateurs |

| Feuille de match | Feuille de match | Feuille de match                    | Feuille de match | Feuille de match |
| ---------------- | ---------------- | ----------------------------------- | ---------------- | ---------------- |
|                  |                  | 1-0 2-0 3-0 3-1 4-1 5-1 5-2 5-3 6-3 |                  |                  |
|                  |                  |                                     |                  |                  |
| 33 min           | Pénalités        | 4 min                               |                  |                  |
| 37               | Tirs             | 25                                  |                  |                  |

#### Groupe B

##### Classement
| Clt   | Équipe     | PJ | V | VP | D | DP | BP | BC | Diff | Pts |
| ----- | ---------- | -- | - | -- | - | -- | -- | -- | ---- | --- |
| +001, | États-Unis | 4  | 4 | 0  | 0 | 0  | 22 | 4  | +18  | 12  |
| +002, | Suède      | 4  | 3 | 0  | 0 | 1  | 15 | 7  | +8   | 9   |
| +003, | Allemagne  | 4  | 2 | 0  | 0 | 2  | 10 | 13 | -3   | 6   |
| +004, | Suisse     | 4  | 1 | 0  | 0 | 3  | 8  | 15 | -7   | 3   |
| +005, | Autriche   | 4  | 0 | 0  | 0 | 4  | 4  | 20 | -16  | 0   |

- qualifié pour les quarts de finale

##### Matchs
| 9 aout 2022 | États-Unis | 5-1 (2-0, 3-0, 0-1) | Allemagne | Rogers Place, Edmonton 829 spectateurs |

| Feuille de match | Feuille de match | Feuille de match        | Feuille de match | Feuille de match |
| ---------------- | ---------------- | ----------------------- | ---------------- | ---------------- |
|                  |                  | 1-0 2-0 3-0 4-0 5-0 5-1 |                  |                  |
|                  |                  |                         |                  |                  |
| 2 min            | Pénalités        | 29 min                  |                  |                  |
| 50               | Tirs             | 11                      |                  |                  |

| 10 aout 2022 | Suède | 3-2 (0-0, 1-0, 2-2) | Suisse | Rogers Place, Edmonton 453 spectateurs |

| Feuille de match | Feuille de match | Feuille de match    | Feuille de match | Feuille de match |
| ---------------- | ---------------- | ------------------- | ---------------- | ---------------- |
|                  |                  | 1-0 2-0 3-0 3-1 3-2 |                  |                  |
|                  |                  |                     |                  |                  |
| 33 min           | Pénalités        | 4 min               |                  |                  |
| 29               | Tirs             | 23                  |                  |                  |

| 10 aout 2022 | Allemagne | 4-2 (1-1, 3-1, 0-0) | Autriche | Rogers Place, Edmonton 473 spectateurs |

| Feuille de match | Feuille de match | Feuille de match        | Feuille de match | Feuille de match |
| ---------------- | ---------------- | ----------------------- | ---------------- | ---------------- |
|                  |                  | 0-1 1-1 1-2 2-2 3-2 4-2 |                  |                  |
|                  |                  |                         |                  |                  |
| 8 min            | Pénalités        | 37 min                  |                  |                  |
| 44               | Tirs             | 17                      |                  |                  |

| 11 aout 2022 | Suisse | 1-7 (0-0, 1-5, 0-2) | États-Unis | Rogers Place, Edmonton 839 spectateurs |

| Feuille de match | Feuille de match | Feuille de match                | Feuille de match | Feuille de match |
| ---------------- | ---------------- | ------------------------------- | ---------------- | ---------------- |
|                  |                  | 0-1 1-1 1-2 1-3 1-4 1-5 1-6 1-7 |                  |                  |
|                  |                  |                                 |                  |                  |
| 8 min            | Pénalités        | 6 min                           |                  |                  |
| 24               | Tirs             | 39                              |                  |                  |

| 12 aout 2022 | Autriche | 0-6 (0-1, 0-3, 0-2) | Suède | Rogers Place, Edmonton 473 spectateurs |

| Feuille de match | Feuille de match | Feuille de match        | Feuille de match | Feuille de match |
| ---------------- | ---------------- | ----------------------- | ---------------- | ---------------- |
|                  |                  | 0-1 0-2 0-3 0-4 0-5 0-6 |                  |                  |
|                  |                  |                         |                  |                  |
| 10 min           | Pénalités        | 4 min                   |                  |                  |
| 14               | Tirs             | 41                      |                  |                  |

| 13 aout 2022 | Autriche | 0-7 (0-4, 0-2, 0-1) | États-Unis | Rogers Place, Edmonton 702 spectateurs |

| Feuille de match | Feuille de match | Feuille de match            | Feuille de match | Feuille de match |
| ---------------- | ---------------- | --------------------------- | ---------------- | ---------------- |
|                  |                  | 0-1 0-2 0-3 0-4 0-5 0-6 0-7 |                  |                  |
|                  |                  |                             |                  |                  |
| 4 min            | Pénalités        | 8 min                       |                  |                  |
| 15               | Tirs             | 56                          |                  |                  |

| 13 aout 2022 | Allemagne | 3-2 (2-1, 1-0, 0-1) | Suisse | Rogers Place, Edmonton 642 spectateurs |

| Feuille de match | Feuille de match | Feuille de match    | Feuille de match | Feuille de match |
| ---------------- | ---------------- | ------------------- | ---------------- | ---------------- |
|                  |                  | 1-0 2-0 2-1 3-1 3-2 |                  |                  |
|                  |                  |                     |                  |                  |
| 4 min            | Pénalités        | 10 min              |                  |                  |
| 29               | Tirs             | 25                  |                  |                  |

| 14 aout 2022 | États-Unis | 3-2 (1-0, 1-0, 1-2) | Suède | Rogers Place, Edmonton 2 025 spectateurs |

| Feuille de match | Feuille de match | Feuille de match    | Feuille de match | Feuille de match |
| ---------------- | ---------------- | ------------------- | ---------------- | ---------------- |
|                  |                  | 1-0 2-0 3-0 3-1 3-2 |                  |                  |
|                  |                  |                     |                  |                  |
| 6 min            | Pénalités        | 6 min               |                  |                  |
| 41               | Tirs             | 30                  |                  |                  |

| 15 aout 2022 | Suisse | 3-2 (1-1, 1-1, 1-0) | Autriche | Rogers Place, Edmonton 356 spectateurs |

| Feuille de match | Feuille de match | Feuille de match    | Feuille de match | Feuille de match |
| ---------------- | ---------------- | ------------------- | ---------------- | ---------------- |
|                  |                  | 0-1 1-1 2-1 2-2 3-2 |                  |                  |
|                  |                  |                     |                  |                  |
| 2 min            | Pénalités        | 31 min              |                  |                  |
| 39               | Tirs             | 22                  |                  |                  |

| 15 aout 2022 | Suède | 4-2 (3-1, 0-0, 1-1) | Allemagne | Rogers Place, Edmonton 741 spectateurs |

| Feuille de match | Feuille de match | Feuille de match        | Feuille de match | Feuille de match |
| ---------------- | ---------------- | ----------------------- | ---------------- | ---------------- |
|                  |                  | 0-1 1-1 2-1 3-1 4-1 4-2 |                  |                  |
|                  |                  |                         |                  |                  |
| 8 min            | Pénalités        | 4 min                   |                  |                  |
| 30               | Tirs             | 22                      |                  |                  |

### Tour final
Les équipes gagnantes seront réaffectées pour les demi-finales selon le classement suivant :
1. position dans le groupe
2. plus grand nombre de points
3. meilleure différence de buts
4. plus grand nombre de buts marqués pour
5. meilleur classement lors du précèdent championnat du monde

| # | Equipe     | Groupe | Pos. | Pts | Diff | BM | IIFH |
| - | ---------- | ------ | ---- | --- | ---- | -- | ---- |
| 1 | Canada     | A      | 1    | 12  | +20  | 27 | 2    |
| 2 | États-Unis | B      | 1    | 12  | +18  | 22 | 1    |
| 3 | Suède      | B      | 2    | 9   | +8   | 15 | 5    |
| 4 | Finlande   | A      | 2    | 8   | +9   | 22 | 3    |
| 5 | Allemagne  | B      | 3    | 6   | -3   | 10 | 6    |
| 6 | Lettonie   | A      | 3    | 4   | -6   | 10 | 12   |
| 7 | Tchéquie   | A      | 4    | 4   | -7   | 11 | 7    |
| 8 | Suisse     | B      | 4    | 3   | -7   | 8  | 9    |

- équipes qualifiées en demi-finale

#### Tableau
|  | Quarts de finale | Quarts de finale |         |          | Demi-finales           | Demi-finales           |   |  | Finale   | Finale  |
|  | Quarts de finale | Quarts de finale |         |          | Demi-finales           | Demi-finales           |   |  | Finale   | Finale  |
|  |                  |                  |         |          |                        |                        |   |  |          |         |
|  | 17 aout          | 17 aout          |         |          | 19 aout                | 19 aout                |   |  | 20 aout  | 20 aout |
|  | 17 aout          | 17 aout          |         |          | 19 aout                | 19 aout                |   |  | 20 aout  | 20 aout |
|  | Canada           | 6                |         |          | 19 aout                | 19 aout                |   |  | 20 aout  | 20 aout |
|  | Canada           | 6                |         |          | 19 aout                | 19 aout                |   |  | 20 aout  | 20 aout |
|  | Suisse           | 3                |         |          | 19 aout                | 19 aout                |   |  | 20 aout  | 20 aout |
|  | Suisse           | 3                | Canada  | 5        |                        |                        |   |  | 20 aout  | 20 aout |
|  | 17 aout          |                  | Canada  | 5        |                        |                        |   |  | 20 aout  | 20 aout |
|  |                  | Tchéquie         | 2       |          |                        |                        |   |  | 20 aout  | 20 aout |
|  | États-Unis       | Tchéquie         | 2       | 2        |                        |                        |   |  | 20 aout  | 20 aout |
|  | États-Unis       |                  |         | 2        |                        |                        |   |  | 20 aout  | 20 aout |
|  | Tchéquie         | 4                |         |          |                        |                        |   |  | 20 aout  | 20 aout |
|  | Tchéquie         | 4                | Canada  | 3P       |                        |                        |   |  |          |         |
|  | 17 aout          |                  | Canada  | 3P       |                        |                        |   |  |          |         |
|  |                  | Finlande         | 2       |          |                        |                        |   |  |          |         |
|  | Suède            | Finlande         | 2       | 2        |                        |                        |   |  |          |         |
|  | Suède            | 19 aout          |         | 2        |                        |                        |   |  |          |         |
|  | Lettonie         | 1                |         |          |                        |                        |   |  |          |         |
|  | Lettonie         | 1                | Suède   | 0        |                        |                        |   |  |          |         |
|  | 17 aout          | 17 aout          | Suède   | 0        | Match pour la 3e place | Match pour la 3e place |   |  |          |         |
|  | 17 aout          | 17 aout          |         | Finlande | Match pour la 3e place | Match pour la 3e place | 1 |  |          |         |
|  | Finlande         | 5                | 20 aout | 20 aout  |                        |                        | 1 |  |          |         |
|  | Finlande         | 5                | 20 aout | 20 aout  |                        |                        |   |  |          |         |
|  | Allemagne        | 2                |         | Suède    | 2                      |                        |   |  |          |         |
|  | Allemagne        | 2                |         | Suède    | 2                      |                        |   |  |          |         |
|  |                  |                  |         |          |                        |                        |   |  | Tchéquie | 1       |
|  |                  |                  |         |          |                        |                        |   |  | Tchéquie | 1       |

#### Quarts de finale
| 17 aout 2022 | Finlande | 5-2 (3-1, 0-1, 2-0) | Allemagne | Rogers Place, Edmonton 448 spectateurs |

| Feuille de match | Feuille de match | Feuille de match            | Feuille de match | Feuille de match |
| ---------------- | ---------------- | --------------------------- | ---------------- | ---------------- |
|                  |                  | 1-0 2-0 2-1 3-1 3-2 4-2 5-2 |                  |                  |
|                  |                  |                             |                  |                  |
| 6 min            | Pénalités        | 12 min                      |                  |                  |
| 22               | Tirs             | 21                          |                  |                  |

| 17 aout 2022 | Suède | 2-1 (1-0, 0-1, 1-0) | Lettonie | Rogers Place, Edmonton 518 spectateurs |

| Feuille de match | Feuille de match | Feuille de match | Feuille de match | Feuille de match |
| ---------------- | ---------------- | ---------------- | ---------------- | ---------------- |
|                  |                  | 1-0 1-1 2-1      |                  |                  |
|                  |                  |                  |                  |                  |
| 2 min            | Pénalités        | 27 min           |                  |                  |
| 27               | Tirs             | 13               |                  |                  |

| 17 aout 2022 | Canada | 6-3 (4-2, 1-1, 1-0) | Suisse | Rogers Place, Edmonton 4 898 spectateurs |

| Feuille de match | Feuille de match | Feuille de match                    | Feuille de match | Feuille de match |
| ---------------- | ---------------- | ----------------------------------- | ---------------- | ---------------- |
|                  |                  | 1-0 1-1 2-1 3-1 4-1 4-2 5-2 5-3 6-3 |                  |                  |
|                  |                  |                                     |                  |                  |
| 4 min            | Pénalités        | 4 min                               |                  |                  |
| 41               | Tirs             | 26                                  |                  |                  |

| 17 aout 2022 | États-Unis | 2-4 (1-1, 0-2, 1-1) | Tchéquie | Rogers Place, Edmonton 739 spectateurs |

| Feuille de match | Feuille de match | Feuille de match        | Feuille de match | Feuille de match |
| ---------------- | ---------------- | ----------------------- | ---------------- | ---------------- |
|                  |                  | 1-0 1-1 1-2 1-3 2-3 2-4 |                  |                  |
|                  |                  |                         |                  |                  |
| 25 min           | Pénalités        | 27 min                  |                  |                  |
| 30               | Tirs             | 24                      |                  |                  |

#### Demi-finale
| 19 aout 2022 | Canada | 5-2 (2-0, 2-0, 1-2) | Tchéquie | Rogers Place, Edmonton 5 092 spectateurs |

| Feuille de match | Feuille de match | Feuille de match            | Feuille de match | Feuille de match |
| ---------------- | ---------------- | --------------------------- | ---------------- | ---------------- |
|                  |                  | 1-0 2-0 3-0 4-0 4-1 4-2 5-2 |                  |                  |
|                  |                  |                             |                  |                  |
| 4 min            | Pénalités        | 6 min                       |                  |                  |
| 35               | Tirs             | 32                          |                  |                  |

| 19 aout 2022 | Suède | 0-1 (0-2, 3-0, 2-2) | Finlande | Rogers Place, Edmonton 1 044 spectateurs |

| Feuille de match | Feuille de match | Feuille de match | Feuille de match | Feuille de match |
| ---------------- | ---------------- | ---------------- | ---------------- | ---------------- |
|                  |                  | 0-1              |                  |                  |
|                  |                  |                  |                  |                  |
| 8 min            | Pénalités        | 4 min            |                  |                  |
| 23               | Tirs             | 28               |                  |                  |

#### 3eplace
| 20 aout 2022 | Suède | 3-1 (1-0, 1-1, 1-0) | Tchéquie | Rogers Place, Edmonton 3 252 spectateurs |

| Feuille de match | Feuille de match | Feuille de match | Feuille de match | Feuille de match |
| ---------------- | ---------------- | ---------------- | ---------------- | ---------------- |
|                  |                  | 1-0 1-1 2-1 3-1  |                  |                  |
|                  |                  |                  |                  |                  |
| 6 min            | Pénalités        | 2 min            |                  |                  |
| 23               | Tirs             | 28               |                  |                  |

#### Finale
| 20 aout 2022 | Canada | 3-2 (pr) (1-0, 1-0, 0-2, 1-0) | Finlande | Rogers Place, Edmonton 13 327 spectateurs |

| Feuille de match | Feuille de match | Feuille de match    | Feuille de match | Feuille de match |
| ---------------- | ---------------- | ------------------- | ---------------- | ---------------- |
|                  |                  | 1-0 2-0 2-1 2-2 3-2 |                  |                  |
|                  |                  |                     |                  |                  |
| 2 min            | Pénalités        | 14 min              |                  |                  |
| 33               | Tirs             | 31                  |                  |                  |

### Classement final
| Place              | Équipe     | PJ | V | VP | D | DP | BP | BC | Diff | Pts | Résultat final               |
| ------------------ | ---------- | -- | - | -- | - | -- | -- | -- | ---- | --- | ---------------------------- |
| Médaille d'or      | Canada     | 7  | 6 | 1  | 0 | 0  | 41 | 14 | +27  | 20  | Champion du monde            |
| Médaille d'argent  | Finlande   | 7  | 4 | 1  | 1 | 1  | 30 | 18 | +12  | 15  | Vice-champion du monde       |
| Médaille de bronze | Suède      | 7  | 5 | 0  | 0 | 2  | 20 | 10 | +10  | 15  | Troisième place              |
| 4                  | Tchéquie   | 7  | 2 | 0  | 1 | 4  | 18 | 28 | -10  | 7   | Quatrième place              |
|                    |            |    |   |    |   |    |    |    |      |     |                              |
| 5                  | États-Unis | 5  | 4 | 0  | 0 | 1  | 24 | 8  | +16  | 12  | Éliminé en quart de finale   |
| 6                  | Allemagne  | 5  | 2 | 0  | 0 | 3  | 12 | 18 | -6   | 6   | Éliminé en quart de finale   |
| 7                  | Lettonie   | 5  | 1 | 0  | 1 | 3  | 11 | 18 | -7   | 4   | Éliminé en quart de finale   |
| 8                  | Suisse     | 5  | 1 | 0  | 0 | 4  | 11 | 21 | -10  | 3   | Éliminé en quart de finale   |
|                    |            |    |   |    |   |    |    |    |      |     |                              |
| 9                  | Slovaquie  | 4  | 0 | 1  | 0 | 3  | 11 | 27 | -16  | 2   | Éliminé au tour préliminaire |
| 10                 | Autriche   | 4  | 0 | 0  | 0 | 4  | 4  | 20 | -16  | 0   | Éliminé au tour préliminaire |

### Récompenses individuelles
| Équipe-type des médias :                                        |
| McTavish Kemell Myšák Zellweger Andrae Wallstedt MVP : McTavish |
| McTavish Kemell Myšák Zellweger Andrae Wallstedt MVP : McTavish |

Équipe type IIHF  :
- Meilleur gardien : Jesper Wallstedt (Suède)
- Meilleur défenseur : Kasper Puutio (Finlande)
- Meilleur attaquant : Mason McTavish (Canada)

### Statistiques individuelles
Pour les significations des abréviations, voir statistiques du hockey sur glace.
| #  | Joueur          | Équipe   | PJ | B | A | Pts | +/- | Pun |
| -- | --------------- | -------- | -- | - | - | --- | --- | --- |
| 1  | Mason McTavish  | Canada   | 7  | 8 | 9 | 17  | +13 | 2   |
| 2  | Joakim Kemell   | Finlande | 7  | 4 | 8 | 12  | +4  | 0   |
| 3  | Olen Zellweger  | Canada   | 7  | 2 | 9 | 11  | +14 | 2   |
| 3  | Logan Stankoven | Canada   | 7  | 2 | 9 | 10  | +8  | 2   |
| 5  | Aatu Räty       | Finlande | 7  | 3 | 7 | 10  | +2  | 2   |
| 6  | Roby Järventie  | Finlande | 7  | 4 | 5 | 9   | -4  | 4   |
| 7  | Kent Johnson    | Canada   | 7  | 3 | 6 | 9   | +8  | 2   |
| 8  | Jan Myšák       | Tchéquie | 7  | 5 | 3 | 8   | +3  | 0   |
| 9  | Emil Andrae     | Suède    | 7  | 4 | 4 | 8   | +6  | 6   |
| 10 | Connor Bedard   | Canada   | 7  | 4 | 4 | 8   | +9  | 2   |

| #                                                                                                 | Joueur                | Équipe     | PJ | Min          | BC | Moy  | %Arr  | Bl |
| ------------------------------------------------------------------------------------------------- | --------------------- | ---------- | -- | ------------ | -- | ---- | ----- | -- |
| 1                                                                                                 | Jesper Wallstedt      | Suède      | 5  | 296 min 49 s | 8  | 1.62 | 93.98 | 0  |
| 2                                                                                                 | Dylan Garand          | Canada     | 6  | 363 min 20 s | 12 | 1.98 | 92.50 | 0  |
| 3                                                                                                 | Kaidan Mbereko        | États-Unis | 4  | 238 min 19 s | 7  | 1.76 | 92.05 | 0  |
| 4                                                                                                 | Juha Jatkola          | Finlande   | 3  | 183 min 20 s | 6  | 1.96 | 91.67 | 1  |
| 5                                                                                                 | Bruno Brūveris        | Lettonie   | 4  | 244 min 15 s | 12 | 2.95 | 91.55 | 0  |
| 6                                                                                                 | Kevin Pasche          | Suisse     | 3  | 139 min 45 s | 9  | 3.86 | 90.00 | 0  |
| 7                                                                                                 | Tomáš Suchánek        | Tchéquie   | 5  | 236 min 18 s | 14 | 3.55 | 89.86 | 0  |
| 8                                                                                                 | Sebastian Wraneschitz | Autriche   | 3  | 179 min 39 s | 13 | 4.34 | 89.52 | 0  |
| 9                                                                                                 | Leevi Meriläinen      | Finlande   | 4  | 244 min 13 s | 11 | 2.70 | 89.32 | 0  |
| 10                                                                                                | Simon Latkoczy        | Slovaquie  | 4  | 184 min 23 s | 17 | 5.53 | 86.61 | 0  |
| 11                                                                                                | Florian Bugl          | Allemagne  | 3  | 177 min 49 s | 9  | 3.04 | 85.94 | 0  |
| 12                                                                                                | Noah Patenaude        | Suisse     | 4  | 156 min 24 s | 11 | 4.22 | 84.06 | 0  |
| Nota : seuls sont classés les gardiens ayant joué au minimum 40 % du temps de jeu de leur équipe. |                       |            |    |              |    |      |       |    |

## Autres Divisions

### Division I

#### Groupe A
La compétition se déroule du 12 au 18 décembre 2021 à la Bitcoin Arena de Hørsholm au Danemark.
Légende :
- En gras, promu en Division Élite en 2023
- En italique, équipe suspendue par l'IIHF

Pour les significations des abréviations, voir statistiques du hockey sur glace.
| Clt   | Équipe      | PJ | V | VP | D | DP | BP | BC | Diff | Pts |
| ----- | ----------- | -- | - | -- | - | -- | -- | -- | ---- | --- |
| +001, | Biélorussie | 5  | 5 | 0  | 0 | 0  | 26 | 8  | +18  | 15  |
| +002, | Lettonie    | 5  | 4 | 0  | 1 | 0  | 19 | 10 | +9   | 12  |
| +003, | Norvège     | 5  | 3 | 0  | 2 | 0  | 20 | 13 | +7   | 9   |
| +004, | Kazakhstan  | 5  | 2 | 0  | 3 | 0  | 12 | 14 | -2   | 6   |
| +005, | Danemark H  | 5  | 1 | 0  | 4 | 0  | 13 | 24 | -11  | 3   |
| +006, | Hongrie     | 5  | 0 | 0  | 5 | 0  | 5  | 26 | -21  | 0   |

| 12 décembre | Hongrie     | 1 | 3 | Kazakhstan  | [ FM-I 1 ]  |
| 12 décembre | Norvège     | 2 | 4 | Lettonie    | [ FM-I 2 ]  |
| 12 décembre | Danemark    | 1 | 9 | Biélorussie | [ FM-I 3 ]  |
| 13 décembre | Kazakhstan  | 2 | 5 | Norvège     | [ FM-I 4 ]  |
| 13 décembre | Biélorussie | 8 | 2 | Hongrie     | [ FM-I 5 ]  |
| 13 décembre | Lettonie    | 5 | 4 | Danemark    | [ FM-I 6 ]  |
| 15 décembre | Lettonie    | 1 | 2 | Biélorussie | [ FM-I 7 ]  |
| 15 décembre | Hongrie     | 1 | 5 | Norvège     | [ FM-I 8 ]  |
| 15 décembre | Kazakhstan  | 4 | 1 | Danemark    | [ FM-I 9 ]  |
| 16 décembre | Lettonie    | 6 | 1 | Hongrie     | [ FM-I 10 ] |
| 16 décembre | Biélorussie | 4 | 2 | Kazakhstan  | [ FM-I 11 ] |
| 16 décembre | Norvège     | 6 | 3 | Danemark    | [ FM-I 12 ] |
| 18 décembre | Biélorussie | 3 | 2 | Norvège     | [ FM-I 13 ] |
| 18 décembre | Danemark    | 4 | 0 | Hongrie     | [ FM-I 14 ] |
| 18 décembre | Kazakhstan  | 1 | 3 | Lettonie    | [ FM-I 15 ] |

#### Groupe B
La compétition se déroule du 12 au 18 décembre 2021 à la Patinoire de Tondiraba à Tallinn, en Estonie.
Légende :
- En gras, promu en Division IA en 2023
- P : Prolongations

Pour les significations des abréviations, voir statistiques du hockey sur glace.
| Clt   | Équipe    | PJ | V | VP | D | DP | BP | BC | Diff | Pts |
| ----- | --------- | -- | - | -- | - | -- | -- | -- | ---- | --- |
| +001, | France    | 5  | 4 | 0  | 0 | 1  | 23 | 15 | +8   | 13  |
| +002, | Slovénie  | 5  | 4 | 0  | 1 | 0  | 28 | 13 | +15  | 12  |
| +003, | Japon     | 5  | 3 | 0  | 2 | 0  | 22 | 17 | +5   | 9   |
| +004, | Ukraine   | 5  | 2 | 1  | 2 | 0  | 23 | 20 | +3   | 8   |
| +005, | Estonie H | 5  | 0 | 1  | 4 | 0  | 9  | 25 | -16  | 2   |
| +006, | Pologne   | 5  | 0 | 0  | 4 | 1  | 9  | 24 | -15  | 1   |

| 12 décembre | Pologne  | 2 | 6   | France   | [ FM-I 16 ] |
| 12 décembre | Estonie  | 2 | 7   | Ukraine  | [ FM-I 17 ] |
| 12 décembre | Japon    | 3 | 7   | Slovénie | [ FM-I 18 ] |
| 14 décembre | Ukraine  | 1 | 3   | Japon    | [ FM-I 19 ] |
| 14 décembre | Slovénie | 3 | 1   | Pologne  | [ FM-I 20 ] |
| 14 décembre | France   | 2 | 0   | Estonie  | [ FM-I 21 ] |
| 15 décembre | Japon    | 7 | 2   | Pologne  | [ FM-I 22 ] |
| 15 décembre | France   | 6 | 7 P | Ukraine  | [ FM-I 23 ] |
| 15 décembre | Slovénie | 8 | 2   | Estonie  | [ FM-I 24 ] |
| 17 décembre | Ukraine  | 4 | 8   | Slovénie | [ FM-I 25 ] |
| 17 décembre | France   | 6 | 4   | Japon    | [ FM-I 26 ] |
| 17 décembre | Pologne  | 3 | 4 P | Estonie  | [ FM-I 27 ] |
| 18 décembre | Slovénie | 2 | 3   | France   | [ FM-I 28 ] |
| 18 décembre | Ukraine  | 4 | 1   | Pologne  | [ FM-I 29 ] |
| 18 décembre | Estonie  | 1 | 5   | Japon    | [ FM-I 30 ] |

### Division II

#### Groupe A
La compétition se déroule du 13 au 19 décembre 2021 à la Patinoire olympique de Brașov en Roumanie.
Légende :
- En gras, promu en Division IB en 2023
- P : Prolongation
- F : Tirs de fusillade

Pour les significations des abréviations, voir statistiques du hockey sur glace.
| Clt   | Équipe          | PJ | V | VP | D | DP | BP | BC | Diff | Pts |
| ----- | --------------- | -- | - | -- | - | -- | -- | -- | ---- | --- |
| +001, | Italie          | 5  | 5 | 0  | 0 | 0  | 22 | 4  | +18  | 15  |
| +002, | Corée du Sud    | 5  | 2 | 2  | 1 | 0  | 17 | 13 | +4   | 10  |
| +003, | Grande-Bretagne | 5  | 2 | 0  | 2 | 1  | 21 | 17 | +4   | 7   |
| +004, | Espagne         | 5  | 2 | 0  | 2 | 1  | 7  | 12 | -5   | 7   |
| +005, | Lituanie        | 5  | 1 | 0  | 4 | 0  | 12 | 22 | -10  | 3   |
| +006, | Roumanie H      | 5  | 1 | 0  | 4 | 0  | 8  | 19 | -11  | 3   |

| 13 décembre | Grande-Bretagne | 7 | 2   | Espagne         | [ FM-II 1 ]  |
| 13 décembre | Lituanie        | 0 | 7   | Italie          | [ FM-II 2 ]  |
| 13 décembre | Corée du Sud    | 4 | 1   | Roumanie        | [ FM-II 3 ]  |
| 14 décembre | Grande-Bretagne | 5 | 3   | Lituanie        | [ FM-II 4 ]  |
| 14 décembre | Espagne         | 1 | 2 P | Corée du Sud    | [ FM-II 5 ]  |
| 14 décembre | Italie          | 5 | 0   | Roumanie        | [ FM-II 6 ]  |
| 16 décembre | Italie          | 2 | 1   | Espagne         | [ FM-II 7 ]  |
| 16 décembre | Grande-Bretagne | 4 | 5 F | Corée du Sud    | [ FM-II 8 ]  |
| 16 décembre | Lituanie        | 6 | 3   | Roumanie        | [ FM-II 9 ]  |
| 17 décembre | Corée du Sud    | 1 | 5   | Italie          | [ FM-II 10 ] |
| 17 décembre | Espagne         | 2 | 1   | Lituanie        | [ FM-II 11 ] |
| 17 décembre | Roumanie        | 4 | 3   | Grande-Bretagne | [ FM-II 12 ] |
| 19 décembre | Lituanie        | 2 | 5   | Corée du Sud    | [ FM-II 13 ] |
| 19 décembre | Italie          | 3 | 2   | Grande-Bretagne | [ FM-II 14 ] |
| 19 décembre | Roumanie        | 0 | 1   | Espagne         | [ FM-II 15 ] |

#### Groupe B
La compétition devait se dérouler du 10 au 15 septembre 2022 à Belgrade en Serbie.
Le 24 décembre 2021, l'IIHF a annoncé l'annulation de la compétition en raison de la recrudescence de la pandémie de Covid-19 due au variant Omicron. Le tournoi a été reprogrammé et a eu lieu du 12 au 17 septembre 2022.
Légende :
- En gras, promu en Division Élite en 2023
- En italique, équipe forfait du tournoi

| Clt   | Équipe   | PJ | V | VP | D | DP | BP | BC | Diff | Pts |
| ----- | -------- | -- | - | -- | - | -- | -- | -- | ---- | --- |
| +001, | Croatie  | 4  | 4 | 0  | 0 | 0  | 18 | 8  | +10  | 12  |
| +002, | Pays-Bas | 4  | 3 | 0  | 0 | 1  | 16 | 10 | +6   | 9   |
| +003, | Serbie H | 4  | 1 | 0  | 1 | 2  | 12 | 12 | 0    | 4   |
| +004, | Belgique | 4  | 1 | 0  | 0 | 3  | 11 | 21 | -10  | 3   |
| +005, | Islande  | 4  | 0 | 0  | 0 | 3  | 10 | 16 | -16  | 2   |
| +006, | Chine    | 0  | 0 | 0  | 0 | 0  | 0  | 0  | 0    | 0   |

| 12 septembre | Islande  | 3   | 5  | Pays-Bas | [ FM-II 16 ] |
| 12 septembre | Serbie   | 1   | 3  | Croatie  | [ FM-II 17 ] |
| 13 septembre | Belgique | 3   | 2  | Islande  | [ FM-II 18 ] |
| 14 septembre | Pays-Bas | 2   | 4  | Croatie  | [ FM-II 19 ] |
| 14 septembre | Belgique | 3   | 10 | Serbie   | [ FM-II 20 ] |
| 15 septembre | Islande  | 2TF | 1  | Serbie   | [ FM-II 21 ] |
| 16 septembre | Croatie  | 7   | 3  | Islande  | [ FM-II 22 ] |
| 16 septembre | Pays-Bas | 5   | 3  | Belgique | [ FM-II 23 ] |
| 17 septembre | Croatie  | 4   | 2  | Belgique | [ FM-II 24 ] |
| 17 septembre | Serbie   | 0   | 4  | Pays-Bas | [ FM-II 25 ] |

### Division III
La compétition devait se dérouler à Querétaro au Mexique du 8 au 15 janvier 2022.
Le 24 décembre 2021, l'IIHF a annoncé l'annulation de la compétition en raison de la recrudescence de la pandémie de Covid-19 due au variant Omicron. Le tournoi est reprogrammé et joué du 22 au 30 juillet 2022. La Bulgarie qui devait joué le tournoi s'est retiré et a été remplacé par l'Australie.

#### Groupe A
Légende :
- qualifié pour les quarts de finale

| Clt   | Équipe         | PJ | V | VP | D | DP | BP | BC | Diff | Pts |
| ----- | -------------- | -- | - | -- | - | -- | -- | -- | ---- | --- |
| +001, | Taipei chinois | 3  | 1 | 1  | 0 | 1  | 13 | 12 | +1   | 5   |
| +002, | Israël         | 3  | 1 | 1  | 0 | 1  | 15 | 9  | +6   | 5   |
| +003, | Mexique H      | 3  | 1 | 0  | 2 | 0  | 11 | 10 | +1   | 5   |
| +004, | Kirghizistan   | 3  | 1 | 0  | 0 | 2  | 5  | 13 | -8   | 3   |

| 22 juillet | Kirghizistan   | 1  | 8   | Israël         | [ FM-III 1 ] |
| 22 juillet | Mexique        | 5  | 6TF | Taipei chinois | [ FM-III 2 ] |
| 23 juillet | Israël         | 4  | 6   | Taipei chinois | [ FM-III 3 ] |
| 23 juillet | Mexique        | 4  | 1   | Kirghizistan   | [ FM-III 4 ] |
| 25 juillet | Taipei chinois | 1  | 3   | Kirghizistan   | [ FM-III 5 ] |
| 25 juillet | Israël         | 3P | 2   | Mexique        | [ FM-III 6 ] |

#### Groupe B
Légende :
- qualifié pour les quarts de finale

| Clt   | Équipe             | PJ | V | VP | D | DP | BP | BC | Diff | Pts |
| ----- | ------------------ | -- | - | -- | - | -- | -- | -- | ---- | --- |
| +001, | Australie          | 3  | 3 | 0  | 0 | 0  | 33 | 3  | +30  | 9   |
| +002, | Turquie            | 3  | 2 | 0  | 0 | 1  | 15 | 14 | +1   | 6   |
| +003, | Bosnie-Herzégovine | 3  | 0 | 1  | 0 | 2  | 10 | 22 | -12  | 2   |
| +004, | Afrique du Sud     | 3  | 0 | 0  | 1 | 2  | 7  | 26 | -19  | 1   |

| 22 juillet | Bosnie-Herzégovine | 1  | 12 | Australie          | [ FM-III 7 ]  |
| 22 juillet | Turquie            | 8  | 2  | Afrique du Sud     | [ FM-III 8 ]  |
| 23 juillet | Turquie            | 6  | 4  | Bosnie-Herzégovine | [ FM-III 9 ]  |
| 23 juillet | Australie          | 13 | 1  | Afrique du Sud     | [ FM-III 10 ] |
| 25 juillet | Afrique du Sud     | 4  | 5P | Bosnie-Herzégovine | [ FM-III 11 ] |
| 25 juillet | Australie          | 8  | 1  | Turquie            | [ FM-III 12 ] |

#### Tour final
|  | Quarts de finale   | Quarts de finale |                |            | Demi-finales           | Demi-finales           |   |  | Finale     | Finale     |
|  | Quarts de finale   | Quarts de finale |                |            | Demi-finales           | Demi-finales           |   |  | Finale     | Finale     |
|  |                    |                  |                |            |                        |                        |   |  |            |            |
|  | 27 juillet         | 27 juillet       |                |            | 29 juillet             | 29 juillet             |   |  | 30 juillet | 30 juillet |
|  | 27 juillet         | 27 juillet       |                |            | 29 juillet             | 29 juillet             |   |  | 30 juillet | 30 juillet |
|  | Australie          | 5                |                |            | 29 juillet             | 29 juillet             |   |  | 30 juillet | 30 juillet |
|  | Australie          | 5                |                |            | 29 juillet             | 29 juillet             |   |  | 30 juillet | 30 juillet |
|  | Kirghizistan       | 1                |                |            | 29 juillet             | 29 juillet             |   |  | 30 juillet | 30 juillet |
|  | Kirghizistan       | 1                | Australie      | 2          |                        |                        |   |  | 30 juillet | 30 juillet |
|  | 27 juillet         |                  | Australie      | 2          |                        |                        |   |  | 30 juillet | 30 juillet |
|  |                    | Mexique          | 3              |            |                        |                        |   |  | 30 juillet | 30 juillet |
|  | Turquie            | Mexique          | 3              | 2          |                        |                        |   |  | 30 juillet | 30 juillet |
|  | Turquie            |                  |                | 2          |                        |                        |   |  | 30 juillet | 30 juillet |
|  | Mexique            | 5                |                |            |                        |                        |   |  | 30 juillet | 30 juillet |
|  | Mexique            | 5                | Mexique        | 4          |                        |                        |   |  |            |            |
|  | 27 juillet         |                  | Mexique        | 4          |                        |                        |   |  |            |            |
|  |                    | Taipei chinois   | 5P             |            |                        |                        |   |  |            |            |
|  | Taipei chinois     | Taipei chinois   | 5P             | 7          |                        |                        |   |  |            |            |
|  | Taipei chinois     | 29 juillet       |                | 7          |                        |                        |   |  |            |            |
|  | Afrique du Sud     | 2                |                |            |                        |                        |   |  |            |            |
|  | Afrique du Sud     | 2                | Taipei chinois | 6P         |                        |                        |   |  |            |            |
|  | 27 juillet         | 27 juillet       | Taipei chinois | 6P         | Match pour la 3e place | Match pour la 3e place |   |  |            |            |
|  | 27 juillet         | 27 juillet       |                | Israël     | Match pour la 3e place | Match pour la 3e place | 5 |  |            |            |
|  | Israël             | 7                | 30 juillet     | 30 juillet |                        |                        | 5 |  |            |            |
|  | Israël             | 7                | 30 juillet     | 30 juillet |                        |                        |   |  |            |            |
|  | Bosnie-Herzégovine | 3                |                | Australie  | 1                      |                        |   |  |            |            |
|  | Bosnie-Herzégovine | 3                |                | Australie  | 1                      |                        |   |  |            |            |
|  |                    |                  |                |            |                        |                        |   |  | Israël     | 0          |
|  |                    |                  |                |            |                        |                        |   |  | Israël     | 0          |

|  | 5e place           |   |
|  |                    |   |
|  | 29 juillet         |   |
|  |                    |   |
|  | Turquie            | 5 |
|  | Turquie            | 5 |
|  | Bosnie-Herzégovine | 1 |
|  | Bosnie-Herzégovine | 1 |

|  | 7e place       |    |
|  |                |    |
|  | 30 juillet     |    |
|  |                |    |
|  | Kirghizistan   | 4P |
|  | Kirghizistan   | 4P |
|  | Afrique du Sud | 3  |
|  | Afrique du Sud | 3  |

#### Classement final
| Place              | Équipe             |
| ------------------ | ------------------ |
| Médaille d'or      | Taipei chinois     |
| Médaille d'argent  | Mexique            |
| Médaille de bronze | Australie          |
| 4                  | Israël             |
| 5                  | Turquie            |
| 6                  | Bosnie-Herzégovine |
| 7                  | Kirghizistan       |
| 8                  | Afrique du Sud     |

- équipes promues en Division IIB